# Scyphax setiger
Scyphax setiger är en kräftdjursart som beskrevs av Gustav Budde-Lund 1885. Scyphax setiger ingår i släktet Scyphax och familjen Scyphacidae. Inga underarter finns listade i Catalogue of Life.